# La Châtaigneraie

La Châtaigneraie este o comună în departamentul Vendée, Franța. În 2009 avea o populație de 2,641 de locuitori.

## Personalități născute aici
- Félix Lionnet (1832 - 1896), pictor.